# Хелм (Олькуський повіт)
Хелм (пол. Chełm) — село в Польщі, у гміні Вольбром Олькуського повіту Малопольського воєводства.
Населення — 683 особи (2011).
У 1975-1998 роках село належало до Катовицького воєводства.

## Демографія
Демографічна структура станом на 31 березня 2011 року:
|          | Загалом | Допрацездатний вік | Працездатний вік | Постпрацездатний вік |
| -------- | ------- | ------------------ | ---------------- | -------------------- |
| Чоловіки | 332     | 70                 | 227              | 35                   |
| Жінки    | 351     | 64                 | 215              | 72                   |
| Разом    | 683     | 134                | 442              | 107                  |